# Theridion niveopunctatum
Theridion niveopunctatum là một loài nhện trong họ Theridiidae.
Loài này thuộc chi Theridion. Theridion niveopunctatum được Tord Tamerlan Teodor Thorell miêu tả năm 1898.